# Euglossa despecta
Euglossa despecta är en biart som beskrevs av Jesus Santiago Moure 1968. Euglossa despecta ingår i släktet Euglossa, tribus orkidébin, och familjen långtungebin. Inga underarter finns listade.

## Bildgalleri

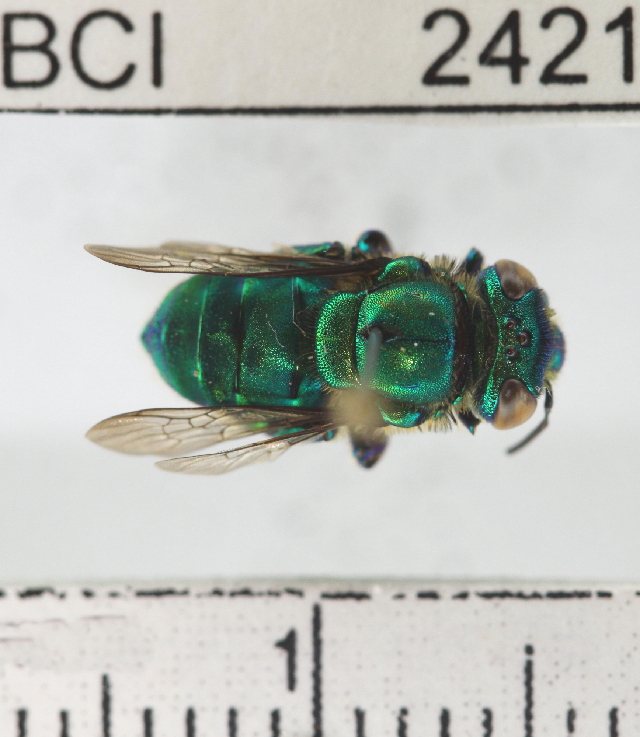